# Maddalena Casulana
Maddalena Casulana (c.1544 – †1590) fue una compositora, intérprete de laúd y cantante italiana del Renacimiento tardío. Fue la primera mujer compositora que tuvo un volumen entero exclusivo de su música impresa y publicada en  la historia de la música occidental.

## Biografía
Se conoce muy poco de su vida fuera de lo que puede inferirse de las dedicatorias y escritos en sus colecciones de madrigales. Posiblemente nació en Casole d'Elsa (Italia), cerca de Siena, en coherencia con su apellido. Su primer trabajo data de 1566; cuatro madrigales en una colección titulada "Il Desiderio" (El deseo), que escribió en Florencia. En 1568 publicó en Venecia su primer libro de madrigales a cuatro voces, "Il primo libro di madrigali", que constituye el primer trabajo musical publicado por una mujer. También ese año, Orlando Di Lasso dirigió una de sus composiciones en la corte de Alberto V de Baviera en Múnich, aunque esta música no ha sobrevivido. Existen evidencias de que conoció a Isabel de Médici, a quien dedicó algunas de sus obras. En 1570, 1583 y 1586 publicó otros libros de madrigales, todos en Venecia.
En algún momento de este período se casó con un hombre llamado Mezari, pero no conocemos ninguna otra información acerca de él, o dónde ella o ellos vivían. Con base en información proveniente de las dedicatorias de sus obras, se sabe que visitó Verona, Milán y Florencia, y que obviamente estuvo en Venecia, donde gran parte de su obra fue publicada, y donde los ciudadanos comentaban sus habilidades.
La siguiente cita en la dedicatoria de su primer libro de madrigales, a Isabel de Médicis, muestra su sentimiento acerca de lo raro que era ser en su época una compositora mujer y, sobre todo, su conciencia del valor de la mujer.
"Deseo mostrar al mundo, tanto como pueda en esta profesión musical, la errónea vanidad de que sólo los hombres poseen los dones del arte y el intelecto, y de que estos dones nunca son dados a las mujeres”

## Estilo
Su estilo musical es moderadamente contrapuntístico y cromático, con reminiscencias de los primeros trabajos de Luca Marenzio, así como de varios madrigales de Philippe de Monte, pero evita la extrema experimentación propia de los compositores de la escuela de Ferrara como Luzzaschi y Gesualdo. Sus líneas melódicas son cantabiles y cuidadosamente respetuosas del texto. Otros compositores de la época tenían alta opinión de ella; así, Philippe de Monte, o Lassus, quien dirigió un trabajo de ella con ocasión de una boda en Baviera.
Hasta la fecha se han conservado 66 madrigales de Casulana.

## Discografía
- The Toronto Consort: Full Well She Sang: Women’s Music from the Middle Ages and Renaissance. Compositions of Hildegard of Bingen, Barbara Strozzi, Francesca Caccini, Claudin de Sermisy, Maddalena Casulana, et al. Harmonia SRI 005, 2014.

- English and Italian Renaissance Madrigals, 2 CDs. Virgin Classics, 61671 ASIN B000031WJ8,  2000.